# Anatoli Konstantinowitsch Pantelejew
Anatoli Konstantinowitsch Pantelejew (russisch Анатолий Константинович Пантелеев; * 26. Augustjul. / 8. September 1915greg. in Rybinsk; † 25. Oktober 1989 in Saporischschja) war ein sowjetischer Luftfahrtingenieur.

## Leben
Pantelejew stammte aus einer bürgerlichen Familie. Nach siebenjähriger Schule und Berufsschule (Abschluss 1933) arbeitete er als Schlosser im Rybinsker Straßenmaschinenbau-Werk.
1934–1940 studierte Pantelejew am Rybinsker Luftfahrt-Institut in der Motoren-Fakultät. Darauf arbeitete er zunächst als Ingenieur-Konstrukteur und dann als führender Konstrukteur des Konstruktionsbüros im Motorbauwerk Saporischschja (Fabrik Nr. 29), die während des Deutsch-Sowjetischen Kriegs nach Omsk evakuiert war. Dort erreichten die Flugmotoren M-89 (14 Zylinder) und M-90 (18 Zylinder) gerade die Versuchsphase, aber wegen des Krieges kam es nicht mehr zur Serienfertigung.
1948 wurde Pantelejew in Saporischschja in das Sonderkonstruktionsbüro der Fabrik Nr. 478 (ab 1966 Maschinenbau-Konstruktionsbüro Progress) versetzt. Dort wurde er 1961 Vizechefkonstrukteur und 1968 Erster Vizechefkonstrukteur. Von herausragender Bedeutung war seine Entwicklung des Turboprop-Triebwerks AI-20 mit 10-stufigem Kompressor, ringförmiger Brennkammer, dreistufiger Turbine und Reduktionsplanetengetriebe für das Passagierflugzeug Iljuschin Il-18. Die Entwicklungsarbeit Pantelejews und Wladimir Alexejewitsch Lotarjows wurde von Wiktor Michailowitsch Tschuiko hoch anerkannt.
Pantelejew ging am 31. März 1989 auf eigenen Wunsch in Pension und starb noch im selben Jahr. Er war verheiratet und hatte drei Kinder.

## Ehrungen, Preise
- Medaille „Für heldenmütige Arbeit im Großen Vaterländischen Krieg 1941–1945“
- Orden des Roten Banners der Arbeit
- Ehrenzeichen der Sowjetunion
- Leninpreis im Bereich Technik für die Entwicklung und den Bau des Passagierflugzeugs Iljuschin Il-18 (1960 mit Entwicklungsleiter und Generalkonstrukteur Sergei Wladimirowitsch Iljuschin, Chefkonstrukteur Alexander Georgijewitsch Iwtschenko, Testpilot Wladimir Konstantinowitsch Kokkinaki und den führenden Konstrukteuren Waleri Afrikanowitsch Borog, Wiktor Michailowitsch Germanow, Alexei Nikolajewitsch Slenko, Anatoli Jakowlewitsch Lewin, Wladimir Alexejewitsch Lotarjow, Jewgeni Iwanowitsch Sankow, Wiktor Nikolajewitsch Semjonow und Alexei Illarionowitsch Schwedtschenko)[2]